# Antonia Gonzaga

Stemma dei Gonzaga

Antonia Gonzaga (1493 – 1540) è stata una nobildonna italiana, contessa della linea dei Gonzaga di Sabbioneta e Bozzolo.

## Biografia
Era figlia del conte Gianfrancesco Gonzaga e di Antonia del Balzo, figlia di Pirro del Balzo, duca di Andria e principe di Altamura e di Maria Donata Orsini del Balzo († 1485). Sua zia Isabella del Balzo era moglie del re Federico I di Napoli. 

## Discendenza
Antonia aveva sposato in prime nozze Alfonso Visconti (?-1521), conte di Saliceto dal quale ebbe numerosi figli, tra questi:
- Pier Francesco (?-1566)
- Annibale (?-1547)
- Giulia
- Eufrosina (1511-?), sposò Uberto Pallavicino, marchese di Zibello

Sposò in seconde nozze il conte Filippo Tornielli, dal quale ebbe due figli:
- Manfredo (?-1583), uomo d'armi al servizio degli spagnoli, succedette al padre dopo la sua morte[4]
- Livia (?-1553), poetessa, sposò Filippo Dionigi Borromeo, conte di Arona

## Ascendenza
|                        |                        |                                | Genitori                           |  |  | Nonni |  |  | Bisnonni              |  |  | Trisnonni           |  |
|                        |                        |                                |                                    |  |  |       |  |  | Gianfrancesco Gonzaga |  |  | Francesco I Gonzaga |  |
|                        |                        |                                |                                    |  |  |       |  |  | Gianfrancesco Gonzaga |  |  | Francesco I Gonzaga |  |
|                        |                        | Margherita Malatesta           |                                    |  |  |       |  |  | Gianfrancesco Gonzaga |  |  |                     |  |
| Ludovico II Gonzaga    |                        |                                |                                    |  |  |       |  |  | Gianfrancesco Gonzaga |  |  |                     |  |
|                        |                        | Paola Malatesta                | Malatesta IV Malatesta             |  |  |       |  |  |                       |  |  |                     |  |
|                        |                        | Paola Malatesta                | Malatesta IV Malatesta             |  |  |       |  |  |                       |  |  |                     |  |
|                        |                        | Paola Malatesta                | Elisabetta da Varano               |  |  |       |  |  |                       |  |  |                     |  |
| Gianfrancesco Gonzaga  |                        | Paola Malatesta                |                                    |  |  |       |  |  |                       |  |  |                     |  |
|                        |                        | Giovanni l'Alchimista          | Federico I di Brandeburgo          |  |  |       |  |  |                       |  |  |                     |  |
|                        |                        | Giovanni l'Alchimista          | Federico I di Brandeburgo          |  |  |       |  |  |                       |  |  |                     |  |
|                        |                        | Giovanni l'Alchimista          | Elisabetta di Baviera-Landshut     |  |  |       |  |  |                       |  |  |                     |  |
| Barbara di Brandeburgo |                        | Giovanni l'Alchimista          |                                    |  |  |       |  |  |                       |  |  |                     |  |
|                        |                        | Barbara di Sassonia-Wittenberg | Rodolfo III di Sassonia-Wittenberg |  |  |       |  |  |                       |  |  |                     |  |
|                        |                        | Barbara di Sassonia-Wittenberg | Rodolfo III di Sassonia-Wittenberg |  |  |       |  |  |                       |  |  |                     |  |
|                        |                        | Barbara di Sassonia-Wittenberg | Barbara di Legnica                 |  |  |       |  |  |                       |  |  |                     |  |
| Antonia Gonzaga        |                        | Barbara di Sassonia-Wittenberg |                                    |  |  |       |  |  |                       |  |  |                     |  |
|                        | Francesco II del Balzo | Guglielmo del Balzo            |                                    |  |  |       |  |  |                       |  |  |                     |  |
|                        | Francesco II del Balzo | Guglielmo del Balzo            |                                    |  |  |       |  |  |                       |  |  |                     |  |
|                        | Francesco II del Balzo | Anna Brunforte                 |                                    |  |  |       |  |  |                       |  |  |                     |  |
| Pirro del Balzo        | Francesco II del Balzo |                                |                                    |  |  |       |  |  |                       |  |  |                     |  |
|                        |                        | Sancia di Chiaromonte          | Tristano di Chiaromonte            |  |  |       |  |  |                       |  |  |                     |  |
|                        |                        | Sancia di Chiaromonte          | Tristano di Chiaromonte            |  |  |       |  |  |                       |  |  |                     |  |
|                        |                        | Sancia di Chiaromonte          | Caterina di Taranto                |  |  |       |  |  |                       |  |  |                     |  |
| Antonia del Balzo      |                        | Sancia di Chiaromonte          |                                    |  |  |       |  |  |                       |  |  |                     |  |
|                        |                        | Gabriele Orsini del Balzo      | Raimondo Orsini del Balzo          |  |  |       |  |  |                       |  |  |                     |  |
|                        |                        | Gabriele Orsini del Balzo      | Raimondo Orsini del Balzo          |  |  |       |  |  |                       |  |  |                     |  |
|                        |                        | Gabriele Orsini del Balzo      | Maria d'Enghien                    |  |  |       |  |  |                       |  |  |                     |  |
| Maria Donata Orsini    |                        | Gabriele Orsini del Balzo      |                                    |  |  |       |  |  |                       |  |  |                     |  |
|                        |                        | Giovanna Caracciolo            | Sergianni Caracciolo               |  |  |       |  |  |                       |  |  |                     |  |
|                        |                        | Giovanna Caracciolo            | Sergianni Caracciolo               |  |  |       |  |  |                       |  |  |                     |  |
|                        |                        | Giovanna Caracciolo            | Caterina Filangieri                |  |  |       |  |  |                       |  |  |                     |  |
|                        |                        | Giovanna Caracciolo            |                                    |  |  |       |  |  |                       |  |  |                     |  |